# 夏尔洛从军记
《从军记》（英語：Shoulder Arms）是1918年英國導演查理·卓別林自導自演的電影。

## 劇情簡介
描述一名美国士兵夏爾洛在第一次世界大戰時，參與壕溝戰，在一場進攻德軍陣營的作戰中，單槍匹馬成功的俘虜了13名德兵，又在大戰中把德軍耍的團團轉，在最後的情節，他以技巧性的活捉德軍前線司令（此片影射興登堡將軍），使得大戰結束，並在字幕上表示「Peace on earth—good will to all mankind. 世界和平—人類將會美好」，就在他成為英雄時被眾人喝采下，鏡頭突然一轉，原來是夏爾洛還是新兵的時候，在軍帳中做的一個夢罷了...。

## 外部連結
- 互联网电影数据库（IMDb）上《Shoulder Arms》的资料（英文）